# Station Rinteln
Station Rinteln (Bahnhof Rinteln) is een spoorwegstation in de Duitse plaats Rinteln, in de deelstaat Nedersaksen. Hat station ligt aan de spoorlijn Elze - Löhne.
Tevens is er een aansluiting op de museumlijn naar Stadthagen.

## Locatie en verbinding
Het station Rinteln ligt noordelijk van de binnenstad aan de Weserbahn' van Bünde/Löhne via Bad Oeynhausen Süd en Rinteln naar Hildesheim. De treinen rijden elk uur en in het weekeinde eenmaal per twee uur.
| Serie | Treinsoort                  | Route                                                                            | Bijzonderheden                                          |
| ----- | --------------------------- | -------------------------------------------------------------------------------- | ------------------------------------------------------- |
| RB 77 | Regionalbahn (NordWestBahn) | Bünde (Westf) – Löhne (Westf) – Rinteln – Hamelen – Nordstemmen – Hildesheim Hbf | Weser-Bahn 1x per twee uur in het weekend Bünde - Löhne |

## Indeling

### Station van de Hannover-Altenbekener Eisenbahn-Gesellschaft
Het station beschikt na enige terugbouw nog over twee perronsporen en een eilandperron, evenals een doorgangsspoor (aan het vroegere hoofdperron), welke nu gebruikt wordt door de museumtrein. In het westen van het station lagen er opstel- en laadsporen (1967: zes sporen), tegenwoordig zijn er nog resten van het laadperron over. In 2009 sterk verwaarloosde en leegstaande gebouw werd in 1977 gebouwd, het eilandperron zelf is via een voetgangerstunnel uit 1910 te bereiken. Treinkaartjes voor het regionale verkeer en geselecteerde langeafstandsbestemmingen zijn te koop via een automaat op het perron.
Op het stationsplein bevindt zich een busstation en een Parkeer en Reis-terrein.
In kader van een economisch programma werd het station van augustus tot oktober 2009 door DB Station&Service AG op vele punten gerenoveerd en gemoderniseerd. De focus van de maatregelen was het verbeteren van de reisinformatie door een nieuwe digitale lichtkrant. Bovendien wordt het uiterlijk van het station verbeterd, beschutte wachtruimtes geplaatst, nieuwe afvalbakken en het weggeleidingssysteem vernieuwd. Op het perron werden beschadigingen gerepareerd, de voetgangerstunnel en de toegang tot het perron werd opgewaardeerd. In de herfstveiling 2013 is door veilinghuis Karhausen (doet veel stationsveiligen) het station verkocht voor €47.000.
In de komende jaren zal het station voor circa €2,1 miljoen verbouwd en barrièrevrij gemaakt worden, een planning is nog niet bekend.
Het oorspronkelijke stationsgebouw was een tweeënhalf verdiepingen tellende vakwerkgebouw, die door de jaren heen een aantal keer is veranderd. Het had meerdere aanbouwen, onder andere een één verdieping tellende stationsrestauratie aan de westzijde. De vakwerkgevel werd door een egale gevel vervangen. Gedeeltelijk werd het vakwerk aan de windkant met leisteen bedekt. In september 1976 werd het gebouw gesloopt. 
Van de gebouwen is alleen nog de goederenloods uit 1875 overgebleven, deze heeft wel een andere functie gekregen. Daarnaast zijn er nog de seinhuizen "Rw" en "Ro", de laatste staat op het perron en wordt sinds 1974 door de treindienstleider gebruikt.

### Station Rinteln Nord

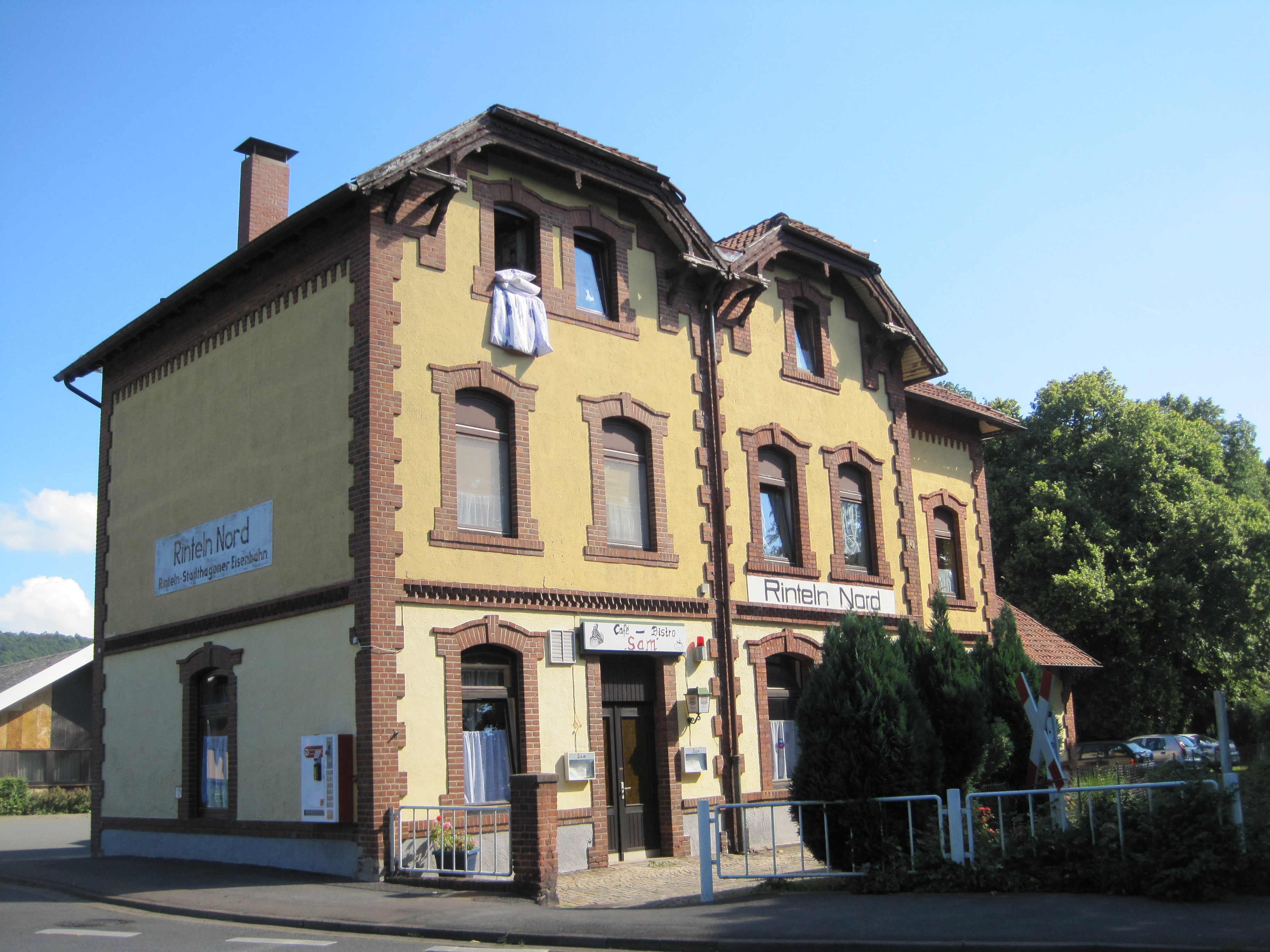
Stationsgebouw van Rinteln Nord

Aan het stationsplein ligt sinds 1900 het station Rinteln Nord voor de spoorlijn naar Stadthagen. Anders dan de naam doet vermoeden ligt het station zuidelijk van de spoorlijn Elze - Löhne, doordat de spoorlijn naar Stadthagen net buiten het station naar het noorden loopt heeft het station de naam Nord gekregen. Tot 1965 was er nog frequent reizigersverkeer. Op de spoorlijn rijdt vanaf 1976 museumtreinen van de Dampfeisenbahn-Weserbergland (DEW). Het stationsgebouw is behouden gebleven en in private handen gekomen. Van de vroegere twee sporen is nog één overgebleven. De spoorlijn loopt in het westen nog verder naar de Wezerhaven, dit werd nog tot 2006 door goederenverkeer gebruikt. In de oostelijke richting loopt de lijn richting Stadthagen. Tevens ligt aan de oostzijde een klein emplacement, waarvan het zuidelijke deel bebouwd is. Daarnaast is de monumentale locomotiefloods met watertoren behouden gebleven.

### Rinteln Extertalbahn
Westelijk van het stationsgebouw over de huidige straat Bahnhofsallee lag van 1929 tot 1927 het station van de Extertalbahn naar Barntrup. Deze liep over de Wezer en door de binnenstad naar station Rinteln Süd, deze was tot 1969 het eindpunt van de Extertalbahn. Hier was een perron- en een omloopspoor. Bij het eindpunt takte een spoorlijn naar de Havenlijn af, voor de overslag van goederentreinen. De laatste reizigerstrein reed in 1969.